# Jan Bulis
Jan Bulis (Pardubice, 18 marzo 1978) è un ex hockeista su ghiaccio ceco.

## Palmarès

### Olimpiadi
- Bronzo a Torino 2006.

### Mondiali
- Argento a Riga 2006.